# App.net
App.netとは、Mixed Media Labs（CEO：Dalton Caldwell）が開発したソーシャル・ネットワーキングプラットフォームである。このサービスは元々アプリケーション開発者が自身のアプリケーションを公開するためのサービスとして設計されており、“App.net”というサービス名はその時の名残である。

## 概要
外観はTwitterと類似しているが広告表示を一切しておらず、代わりにユーザーや開発者からのサブスクリプションに依存している（2017年3月14日にサービス終了）。App.netはサービス利用者向けに自身のウェブクライアントを提供しており、多くのユーザーに使用されている。しかし、App.net運営側はあくまでサードパーティーアプリケーションの使用と開発を推奨しており、公式サイト内では開発者から掲載申請のあったApp.net用のクライアントを利用環境ごとに紹介している。またApp.netが提供するウェブクライアントには「Alpha」、そこからの投稿には「via Alpha」と表示されるが、これがそのインターフェイスがアルファ版であることを示しているのかどうかは定かではない。

## 特徴

### 運営方針
App.netの最大の特徴はその収益源にあり、方針として「ユーザーと開発者のためのサービス」を打ち出している通り、App.netの運営母体であるMixed Media LabsはTwitterのような広告表示による収益ではなく、完全にユーザーからの出資（アカウント利用料）によって運営費をまかなっている。そのためApp.netのウェブクライアントのインターフェイスは高級感を意識した非常にすっきりとしたデザインでまとめられており、また広告表示が無いため雑多な印象が無く、ユーザーに洗練された印象を与えている。また、収益源をユーザーからの出資のみに頼る方針の成果はサービスのオープン性にも見られ、App.netがサードパーティーアプリケーションの利用を奨励している通り、そのサービス（API）は様々なアプリケーションで利用可能となっている。これは類似サービスであるTwitterとは正反対の性質であり、広告収入に頼るあまりサービスのオープン性がサービス開始当初よりも落ちている2013年1月現在のTwitterの現状に習ったものであると見られている。

### 1ポストの文字数とリンクの扱い
App.netでは一つの投稿に最大256文字を使うことができる。また投稿の中にリンクを入れる場合は従来通りURLをそのまま貼り付ける方法があるが、App.netではこれをテキストリンクにすることができ、各クライアントアプリケーションから利用可能である。また、App.netの公式ウェブクライアントである「Alpha」では、“[リンクテキスト](URL)”の形式で文中に書き入れることでこれをテキストリンクにすることが可能である。

### アカウントストレージ
App.netのユーザーアカウントにはそれぞれ専用のファイルストレージが用意されており、ユーザーはここにフルサイズの写真やビデオをアップロードすることが可能である。このストレージは無課金ユーザーのフリーミアムアカウントでは500MBに限定されているが、有料会員には10GBのスペースが用意されている。またApp.netへ友人などを招待し、その招待リンクを経由してアカウントがアクティベートされれば、その招待主には新たに100MBのストレージスペースが与えられる（上限は2GB）。

### グローバルストリーム
App.netにはTwitterの“タイムライン”にあたる“My Stream”が存在するが、それとは別にApp.net全ユーザーの投稿を閲覧可能な“Global Stream”が存在し、さらにそれを分類した“Posts”、“Conversations”、“Photos”、“Trending”、“Checkins”をそれぞれ閲覧可能である。

### 優良写真のピックアップ
App.netの運営体が更新しているブログでは月に一度、App.netに掲載された全ての写真の中から数点の優良写真をピックアップして紹介している。また専用の公式アカウントも存在し、ハッシュタグ「#hand_picd」を付けることにより優先的にスタッフに観てもらうことができ、ブログでピックアップされるまでには至らずとも、その公式アカウントに“Starring”（Twitterにおける“Favorite”）または“Repost”（Twitterにおける“Retweet”）をしてもらうことができる。

## アカウント種別
App.netのアカウントは三つに大別されており、それぞれフリーミアムアカウント、ノーマルアカウント、デベロッパーアカウントと呼ばれる。
- フリーミアムアカウント

有料サービスであるApp.netにおける、言わばお試し版のようなものであり、フォロー上限40、ストレージ容量500MB（有料会員は10GB）、1ファイル10MBまでという三つの制限がある。とはいうものの、利用自体は無料のまま永年利用が可能であり、長期間使用しない場合に自動的に消去されるということはない。
- ノーマルアカウント

App.netに課金して得るアカウントであり、一般ユーザーが使用する分には機能に制限は無く、App.netにおけるアクティブなユーザーの大半を占めている。また、ノーマルアカウントは課金方式を月払いと年払いから選択することができる。
- デベロッパーアカウント

アプリケーション開発者のためのプラン。年払いでのみ登録が可能で、このアカウント特有の機能として開発用にApp.netのAPIを利用可能であり、開発したアプリケーションは申請すればApp.net Directoryに掲載してもらうことが可能で、マーケティング効果が期待できる他、掲載後にはApp.net Blogで紹介される場合もある。

## 歴程

### 2012年7月13日
Mixed Media LabsはApp.netを広告無しのソーシャル・ネットワーキングプラットフォームにリニューアルすることを発表した。サービス創設時には、そのために必要な50万ドルを集めるためクラウドファンディングを始め、更に1万人の賛同者を集めることを第一の目標としていた。その後App.netは自身のウェブクライアントを公開し、以後賛同者増加のペースは速まり、2012年8月13日にはMixed Media Labsは少なくとも75万ドルと1万1千人以上の後援者を集めることに成功し目標を達成した。

### 2012年9月1日
アノテーションの実装。これはクライアントアプリケーションが投稿に任意のメタデータを添付できるようにするもので、App.netの基盤を構築するための複雑な機能の実装を可能にすることを目的としている。

### 2012年10月1日
サードパーティーアプリケーション開発奨励プログラム（インセンティブプログラム）を開始。計2万ドルを毎月の共同出資としてアプリケーション使用率やユーザーからのフィードバックに基づき参加開発者へ分配している。

### 2012年11月29日
ユーザーがApp.netに友人を招待することができる招待プログラムを開始。ユーザーはApp.netを友人に試用させるために招待することができ、被招待者が招待を受諾してクレジットカード番号を登録すれば、1か月間サービスを無料で利用することができるようになった。

### 2012年12月13日
プライベートメッセージAPIの実装。これによってTwitterのダイレクトメッセージに相当する機能の使用が可能となった。

### 2012年12月18日
App.net公式ウェブクライアント「Alpha」でストリームマーカー機能を実装、及び関連APIを発表。これによって、「Alpha」や他のサードパーティーアプリケーションでの“My Stream”閲覧時に、前回までの既読位置から未読の投稿を順番に閲覧することが可能となった。また、ストリームマーカー（既読位置）はクライアントアプリケーションによって各アカウントに随時記録されるため、全てのクライアントアプリケーションで常に最終既読位置から閲覧することが可能となっている。

### 2012年12月19日
招待状を受け取った者がクレジットカード番号を登録することなく無料トライアルアカウントを作成することが可能となった。

### 2013年1月28日
ファイルAPIの実装。これによってユーザーは独自のストレージを持つことができるようになった。

### 2013年2月25日
フリーミアムプログラムの発表。これまで試用ユーザーとされていたものがフリーミアムユーザーとして再定義された。

### 2013年3月13日
App.netアカウントの認証プロセス（ログイン）に二段階認証機能が実装された。

### 2013年4月29日
App.netアカウントに個人および法人が所有するドメインを認証・関連付けることができるようになった。

### 2013年5月8日
App.netスターターアプリケーション「Passport for iOS」が発表・公開された。

### 2013年5月17日
優良写真をApp.net Blogで紹介するサービスが開始された。

### 2013年9月4日
App.netスターターアプリケーション「Passport for Android」が発表・公開された。

### 2014年5月6日
メンテナンスモードに入る。

### 2017年1月12日
2017年3月14日をもってサービスを終了する旨の周知が行われた。

### 2017年3月14日
サービス終了。